# Переворот (пилотаж)

Переворот — фигура сложного пилотажа, при которой самолёт поворачивается вокруг продольной оси на 180° с прямолинейного полёта в перевёрнутый относительно горизонта с последующим движением по нисходящей траектории в вертикальной плоскости и выходом в горизонтальный полёт в направлении, обратном входу. Также известен как «обратный иммельман».